# Provinz Litoral
Litoral (auch: Litoral de Atacama) ist eine Provinz im südwestlichen Teil des Departamento Oruro im südamerikanischen Anden-Staat Bolivien. Am 6. September 1960 nannte Präsident Víctor Paz Estenssoro die zuvor Sabaya genannte Provinz um, im Gedenken an das verlorene Departamento Litoral, dessen Territorium nur wenige Kilometer westlich davon an das heutige Bolivien grenzt.

## Lage
Die Provinz Litoral ist eine von sechzehn Provinzen im Departamento Oruro. Sie liegt zwischen 18° 32' und 19° 04' südlicher Breite und zwischen 67° 29' und 68° 06' westlicher Länge.
Sie grenzt im Norden an die Provinz Sajama, im Westen und Süden an die Provinz Sabaya, im Südosten an die Provinz Sud Carangas und im Nordosten an die Provinz Carangas.
Die Provinz erstreckt sich über eine Länge von 65 Kilometer in Nord-Süd-Richtung und über 55 Kilometer in Ost-West-Richtung.

## Bevölkerung
Die Einwohnerzahl der Provinz Litoral ist in den vergangenen drei Jahrzehnten auf fast das Siebenfache angestiegen:
| Jahr | Einwohner | Quelle       |
| ---- | --------- | ------------ |
| 1992 | 2 087     | Volkszählung |
| 2001 | 4 555     | Volkszählung |
| 2012 | 10 409    | Volkszählung |
| 2024 | 14 444    | Volkszählung |

34,5 Prozent der Bevölkerung sind jünger als 15 Jahre. 89,8 Prozent der Bevölkerung sprechen Spanisch, 76,0 Prozent Aymara und 13,7 Prozent Quechua. (2001)
94,5 Prozent der Bevölkerung haben keinen Zugang zu Elektrizität, 90,5 Prozent leben ohne sanitäre Einrichtung (1992).
78,0 Prozent der Erwerbstätigen arbeiten in der Landwirtschaft, 3,1 Prozent in der Industrie, 18,9 Prozent im Dienstleistungssektor (2001).
77,6 Prozent der Einwohner sind katholisch, 16,3 Prozent sind evangelisch (1992).

## Gliederung
Die Provinz untergliederte sich bei der letzten Volkszählung von 2024 in die folgenden fünf Verwaltungsbezirke (bolivianisch „Municipios“):
- 04-0501 Municipio Huachacalla – 3.974 Einwohner
- 04-0502 Municipio Escara – 4.194 Einwohner
- 04-0503 Municipio Cruz de Machacamarca – 1.511 Einwohner
- 04-0504 Municipio Yunguyo del Litoral – 882 Einwohner
- 04-0505 Municipio Esmeralda – 3.883 Einwohner

## Ortschaften in der Provinz Litoral
- Municipio Huachacalla
  - Huachacalla 1003 Einw.

- Municipio Escara
  - Escara 1500 Einw. – Nor Capi 515 Einw. – Payrumani 499 Einw.

- Municipio Cruz de Machacamarca
  - Huayllas 420 Einw. – Cruz de Machacamarca 278 Einw. – Florida Sur 252 Einw.

- Municipio Yunguyo del Litoral
  - Yunguyo 162 Einw.

- Municipio Esmeralda
  - Belén 534 Einw. – Romero Pampa 330 Einw. – Charcollo 324 Einw. – Esmeralda 231 Einw. – Peña Peñani 229 Einw.